# 2000-talet
2000-talet är ett sekel som startade 1 januari 2000 och kommer att sluta 31 december 2099.

## Händelser under 2000-talet

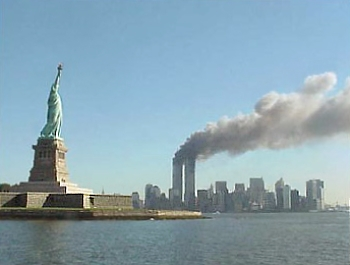
9/11.

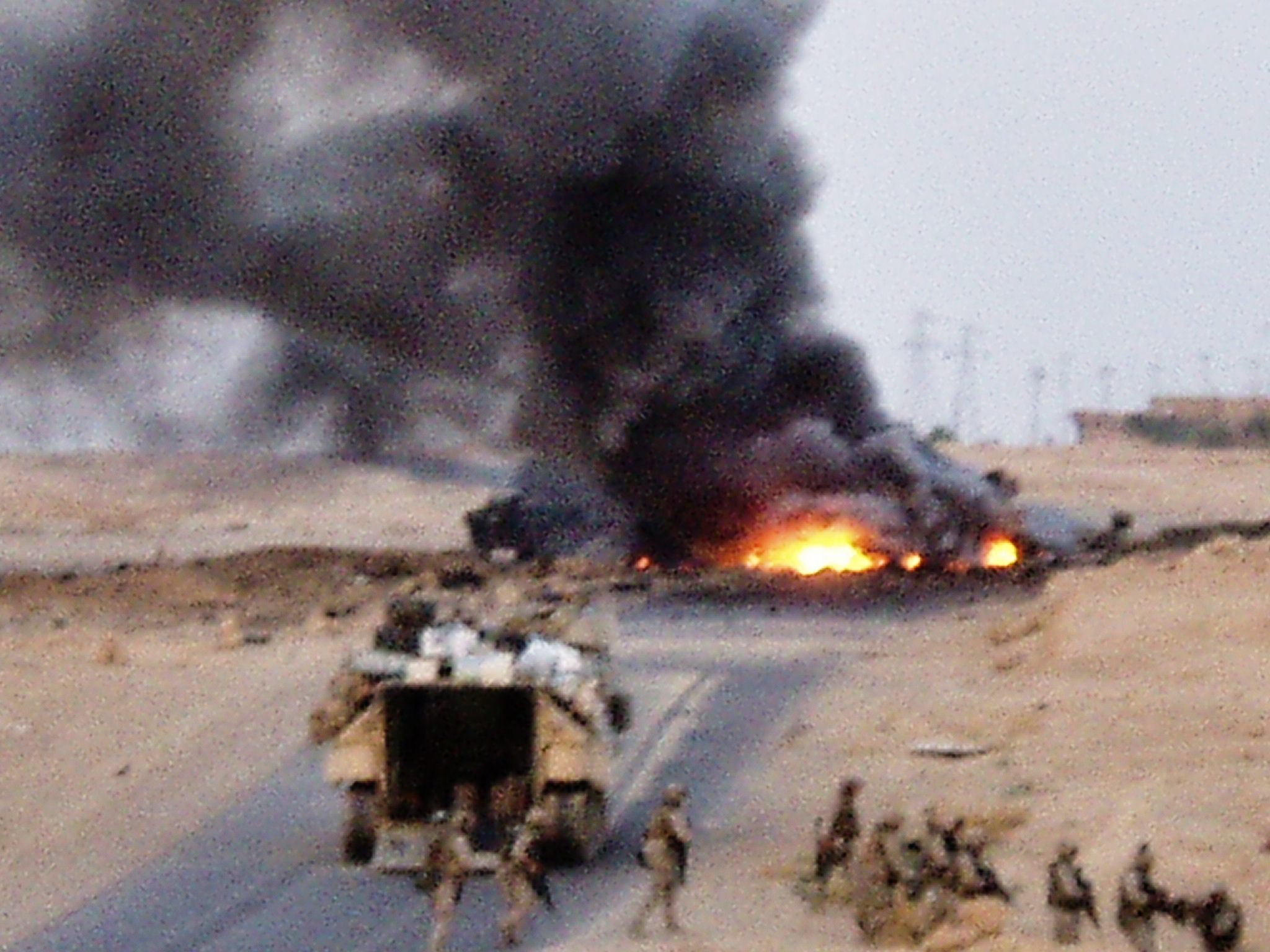
Irakkriget.

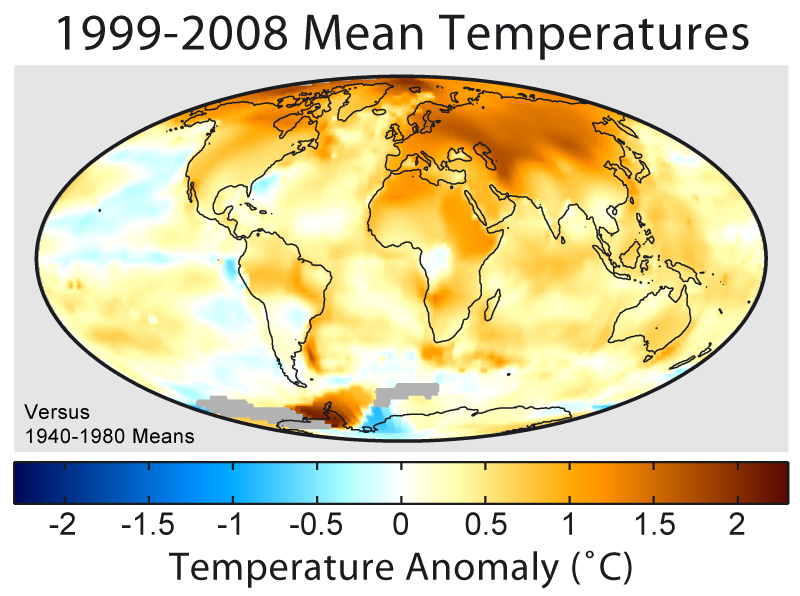
Global uppvärmning.

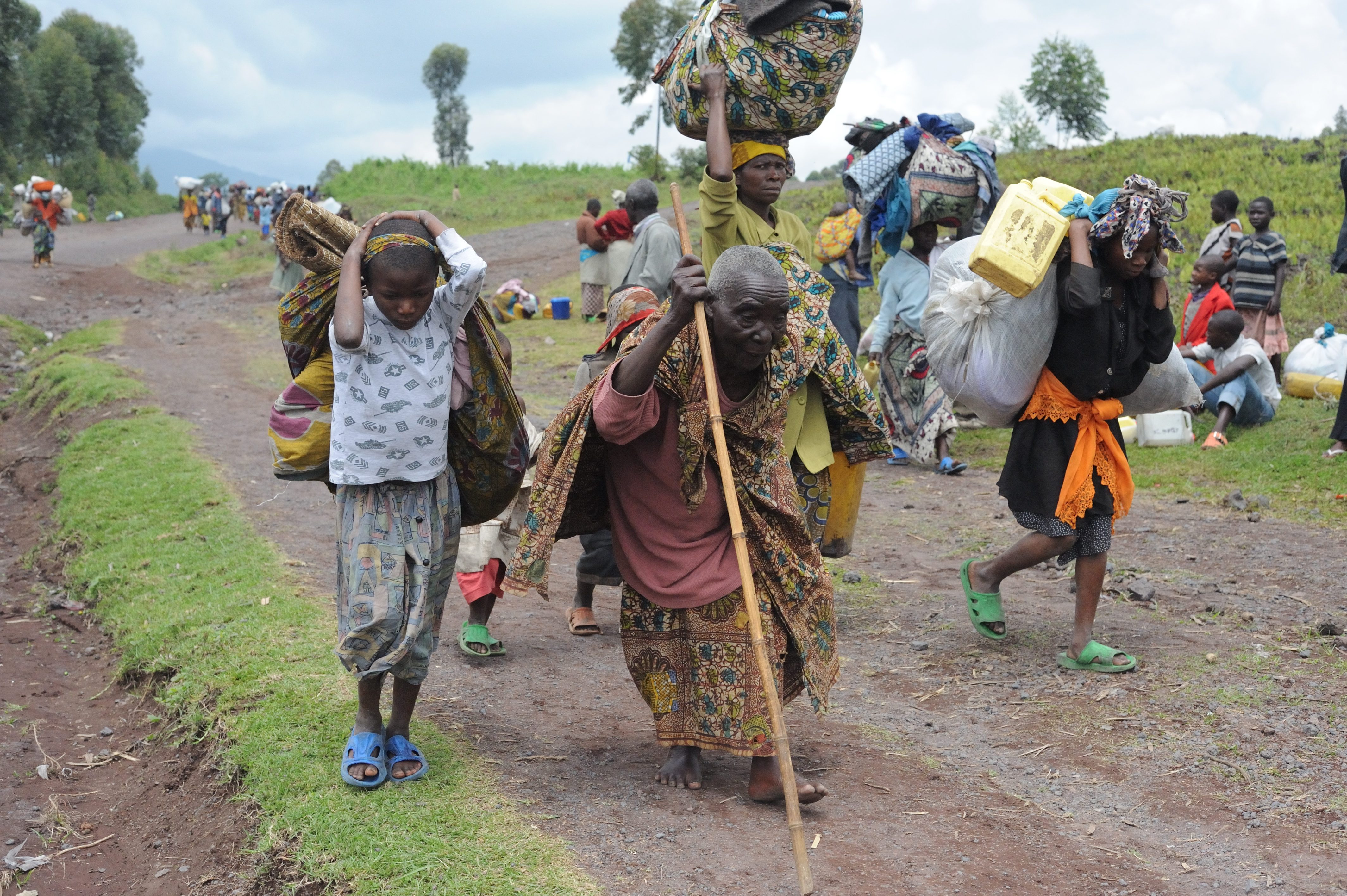
Människor på flykt, Kongo 2008

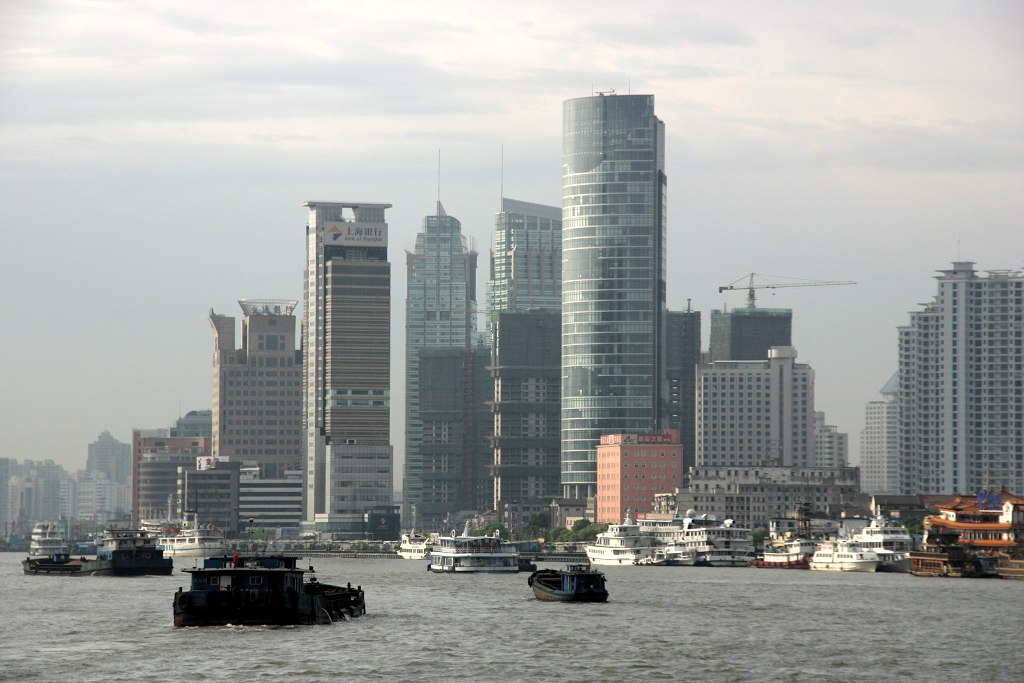
Kina växer.

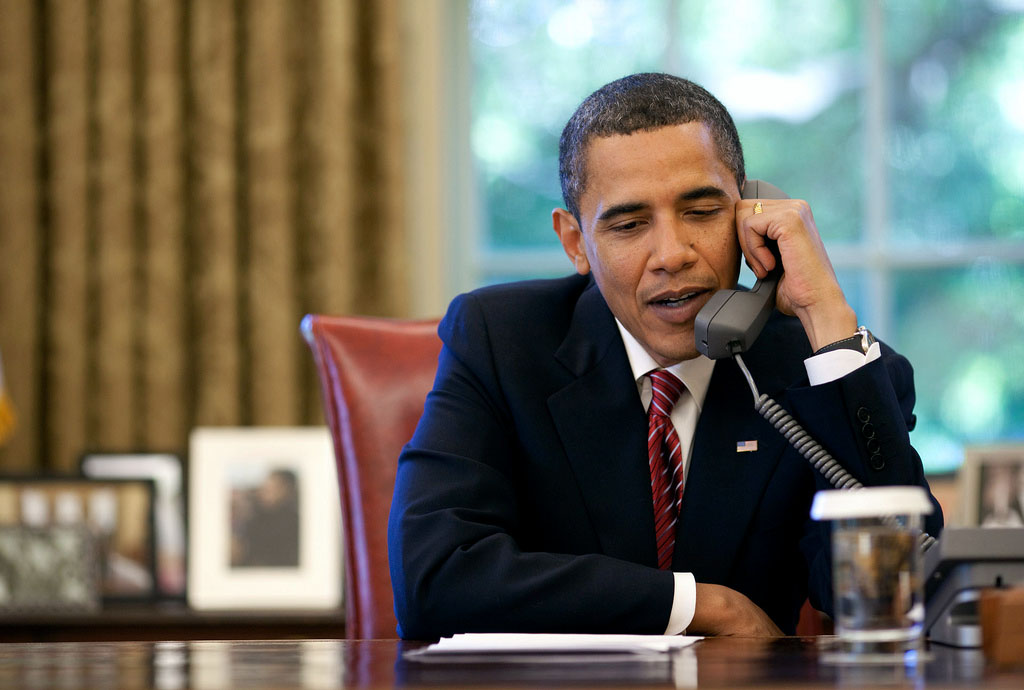
Barack Obama.

### 00-talet

#### 2000
- Den ryska ubåten Kursk sjunker i Norra Ishavet.
- Tarja Halonen blir Finlands första kvinnliga president.

#### 2001
- George W. Bush tillträder som USA:s president. Samma år inträffar 11 september-attackerna som ledde till USA:s fortfarande pågående "krig mot terrorn" och invasionen av Afghanistan samma år. (se Afghanistankriget (2001-)).

#### 2003
- Sveriges utrikesminister Anna Lindh mördas.
- USA förklarar krig mot Irak, vilket leder till diktatorn Saddam Husseins fall. (Se Irakkriget)

#### 2004
- En tsunami i Indiska Oceanen sköljer in över många länder i Asien och dödar över 300 000 människor.

#### 2005
- Angela Merkel blir Tysklands första kvinnliga förbundskansler.

#### 2006
- Israel invaderar södra Libanon för att bekämpa Hizbollah. Se även Israel-Libanon-konflikten 2006.

#### 2007
- EU får två nya medlemsstater: Bulgarien och Rumänien.
- FN:s klimatpanel rapporterar att den globala uppvärmningen med 90 procents sannolikhet är orsakad av mänskliga aktiviteter
- Kravaller bryter ut i Tallinn i Estland efter att de estländska myndigheterna flyttat på en omtvistad bronsstaty från sovjettiden.
- Venezuelas president Hugo Chavez meddelar att landet tänker lämna Världsbanken i protest mot USA:s kontroll över ekonomin i Sydamerika.
- Protesterna i Burma 2007 bryter ut och många dödas av militärjuntan som öppnar eld mot demonstranterna.
- Sydkoreas president Roh Moo-hyun möter Nordkoreas ledare Kim Jong Il i Nordkoreas huvudstad Pyongyang. Det är det andra mötet mellan ländernas ledare sedan Koreakriget.
- I Pakistan dödas över 300 människor i ett självmordsattentat riktat mot Pakistans tidigare premiärminister Benazir Bhutto. Senare under året görs ytterligare ett attentat mot henne under ett valmöte i Rawalpindi. Benazir Bhutto samt sexton personer dödas och ett sexiotal skadas.

#### 2008
- Flyktingar - på grund av krig, politiska konflikter och klimatförändringar befinner sig miljontals av världens befolkning på flykt. 42 miljoner människor var på flykt 2008 enligt FN:s flyktingorgan UNHCR:s statistik.[1]
- Fidel Castro meddelar att han tänker avgå från sin post som Kubas president. Raúl Castro blir hans efterträdare.
- Nepal avskaffar monarkin efter 240 år och inför republik.
- Kina blir världens tredje största ekonomi efter USA och Japan. Peking är värd för de Olympiska sommarspelen 2008.
- Kriget i Georgien 2008 bröt ut när georgiska stridsflygplan gick till angrepp mot huvudorten Tschinvali.
- Finanskrisen 2008, det största börsraset på 100 år. Depressionen fortsätter in på 2009 och folk varslas runt om i hela världen.
- Barack Obama vinner presidentvalet över John McCain. Obama blir USA:s första afro-amerikanska president.
- Islamistiska terroristattacker i Bombay (Mumbai) i Indien dödar omkring 130 personer .

#### 2009
- Israel går in med marktrupper på Gazaremsan.
- Barack Obama installeras som USA:s president den 20 januari. I oktober meddelar den Norska Nobelkommittén att Obama är årets pristagare av Nobels fredspris.
- Flera dödsfall av den s.k. svininfluensan uppdagas i Mexiko och USA. WHO klassificerar influensan som en pandemi.
- Förenta nationernas klimatkonferens i Köpenhamn 2009

### 2010-talet

#### 2010
- Bombdåden i Stockholm 2010 som inträffar genomförs av en självmordsbombare. Attentatsmannen avlider men ingen mer kommer till skada.

#### 2011
- Ett bombdåd utförs på Domodedovos internationella flygplats i Moskva, där 35 människor omkommer och 130 skadas.
- Jordbävningen vid Tohoku 2011 i Japan som tog livet på cirka 16 000 människor.
- Massakern på Utøya tar plats i Norge där 69 personer mister livet och bombdåden i Oslo äger vid av samma gärningsman där 8 personer avlider.
- Det ryska ishockeylaget Lokomotiv Jaroslavl störtar. Totalt omkom 44 personer, bland annat den svenske målvakten Stefan Liv.

#### 2012
- Orkanen Sandy slår till i Karibien och nordöstra USA, minst 186 personer omkom.
- Mayakalenderns innevarande stora årscykel om 5 125 år är till ända. Se 2012-fenomen.

#### 2013
- Bombdåden vid Boston Marathon inträffar. Cirka 5 personer omkommer och 264 skadas.

#### 2014
- En epidemi av Ebola sprids i Västafrika. Cirka 8 000 personer dör framtills januari 2015.

#### 2015
- Migrationskrisen i Europa inleds.
- Frankrike drabbas av Attentatet mot Charlie Hebdo i januari och Terrordåden i Paris i november.

#### 2016
- Brexit-sidan vinner i Folkomröstningen om Storbritanniens medlemskap i EU
- Donald Trump vinner presidentvalet över Hillary Clinton.

#### 2017
- Hashtagen #Metoo blir viral och leder till MeToo-uppropet. En rörelse för att bryta tystnadskulturen och gett röst åt utsatta för de som utsatts för sexuellt våld.[2]

#### 2018
- Flera omfattande skogsbränder utbryter i Sverige denna sommar.[3]

#### 2019
- Greta Thunberg påbörjade den internationella rörelsen Skolstrejk för klimatet[4]

#### 2020
- Coronaviruspandemin sprider sig över världen.[5]

#### 2021
- Joe Biden svärs in som president i USA. Omfattande oroligheter utbyter samtidigt den 9 januari när Trump anhängare försöker storma Kapitolium.[6]

#### 2022
- Ryssland inleder en fullskalig och oprovocerad invasion av Ukraina.[7]

#### 2023
- Taylor Swift inleder sin världsomfattande The Eras Tour.[8]

#### 2024
- Donald Trump vinner presidentvalet i USA, och republikanerna vinner samtidigt kontroll över både senaten och representanthuset.[9]